# Raeküla
Raeküla je vesnické předměstí/čtvrť krajského města Pärnu v kraji Pärnumaa v Estonsku. Nachází se jihovýchodně od centra města na pobřeží Pernovského zálivu (část Rižského zálivu Baltského moře) a na levém břehu řeky Pärnu (Pärnu jõgi).

## Další informace
Raeküla má největší koncentraci soukromých domů v oblasti. Stará Raeküla měla tři farmy a další etapa rozvoje začala za působení investora a stavitele, kterým byl Jakoba Päts, a následným postavením železnice z Pärnu do Valky v roce 1896. Až do roku 2014 se zde nacházelo nádraží Pärnu. Raeküla má školy, sportoviště, hotely a další základní infrastrukturu. Na pobřeží se nachází dřevěná rozhledna Raeküla (Raeküla linnutorn).

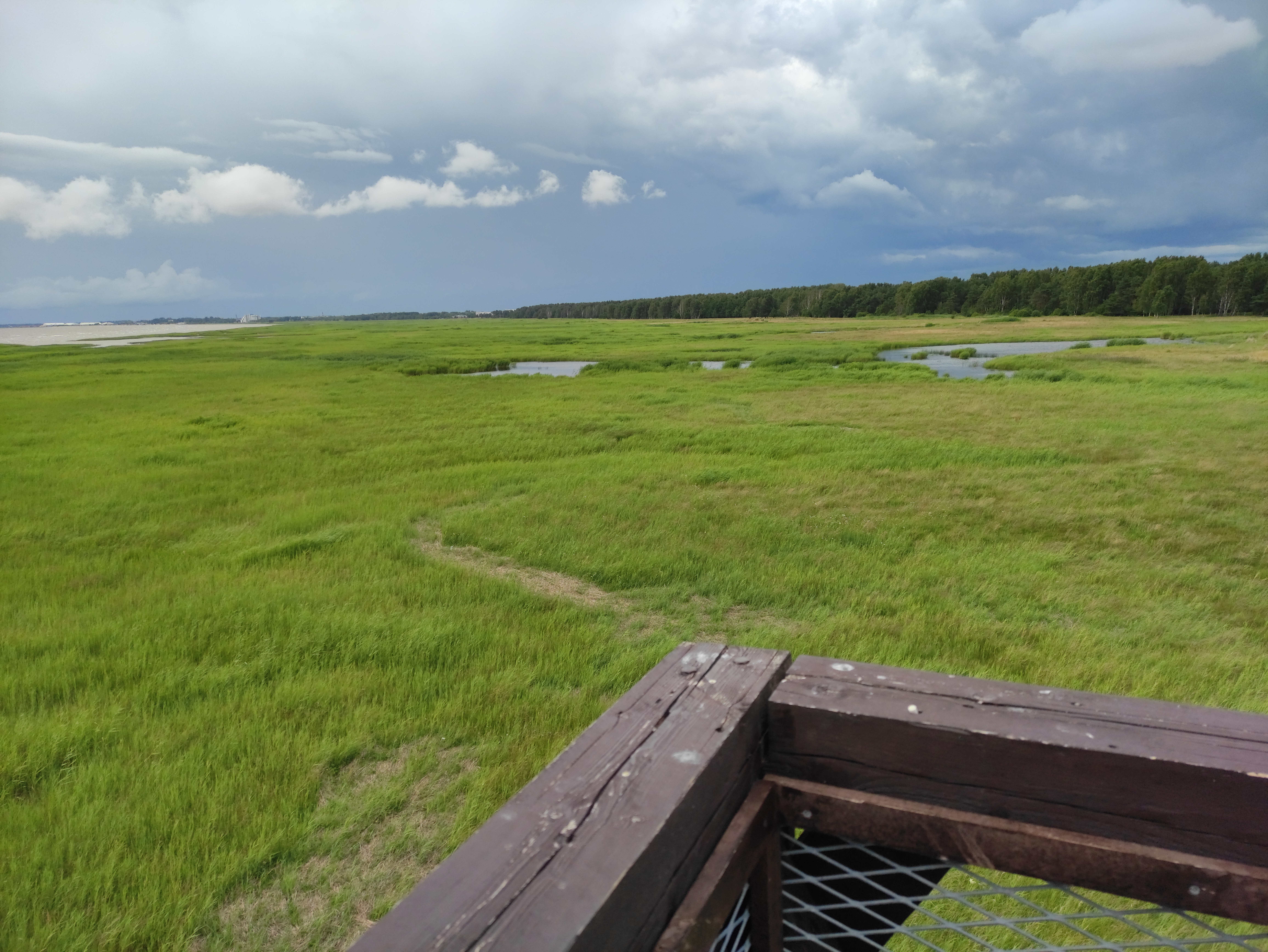
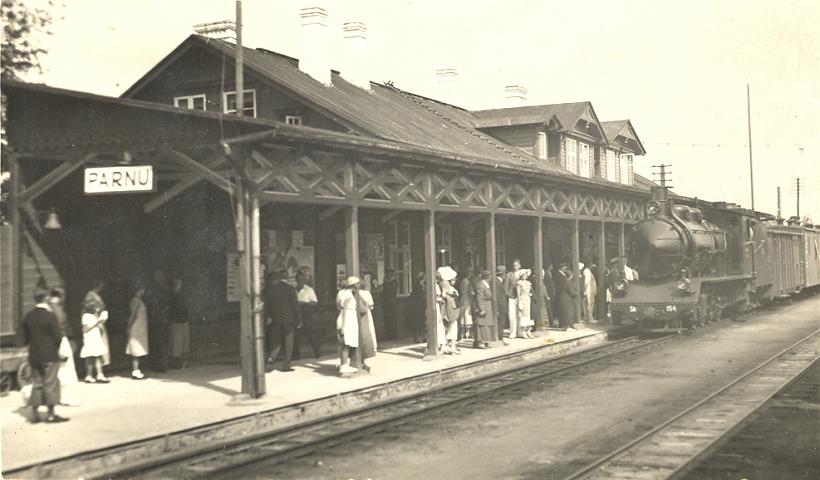